# Termeno sulla Strada del Vino
Termeno sulla Strada del Vino, röviden Termeno, németül: Tramin an der Weinstraße, röviden Tramin, település Olaszországban, Bolzano autonóm megyében. Lakosainak száma 3360 fő (2023. január 1.). Termeno sulla Strada del Vino Amblar-Don, Predaia, Cortaccia sulla Strada del Vino, Egna, Montagna, Sfruz, Vadena, Caldaro sulla Strada del Vino és Ora községekkel határos.

## Népesség
A település népességének változása:
| Lakosok száma | 3348 | 3383 | 3409 | 3438 | 3360 |
|               | 2015 | 2017 | 2018 | 2019 | 2023 |